# Ochropsora ariae
Ochropsora ariae är en svampart som först beskrevs av Karl Wilhelm Gottlieb Leopold Fuckel, och fick sitt nu gällande namn av Ramsb. 1923. Ochropsora ariae ingår i släktet Ochropsora och familjen Uropyxidaceae.   Inga underarter finns listade i Catalogue of Life.